# Saturn Award voor beste fantasyfilm
Dit is een lijst van films die de Saturn Award ooit hebben gewonnen in de categorie beste fantasyfilm.
| Jaar      | Film                                              |
| --------- | ------------------------------------------------- |
| 1973      | The Golden Voyage of Sinbad                       |
| 1974/1975 | Doc Savage                                        |
| 1976      | The Holes                                         |
| 1977      | Oh, God!                                          |
| 1978      | Heaven Can Wait                                   |
| 1979      | The Muppet Movie                                  |
| 1980      | Somewhere in Time                                 |
| 1981      | Raiders of the Lost Ark                           |
| 1982      | The Dark Crystal                                  |
| 1983      | Something Wicked This Way Comes                   |
| 1984      | Ghostbusters                                      |
| 1985      | Ladyhawke                                         |
| 1986      | The Boy Who Could Fly                             |
| 1987      | The Princess Bride                                |
| 1988      | Who Framed Roger Rabbit                           |
| 1989/1990 | Ghost                                             |
| 1991      | Edward Scissorhands                               |
| 1992      | Aladdin                                           |
| 1993      | The Nightmare Before Christmas                    |
| 1994      | Forrest Gump                                      |
| 1995      | Babe                                              |
| 1996      | Dragonheart                                       |
| 1997      | Austin Powers                                     |
| 1998      | The Truman Show                                   |
| 1999      | Being John Malkovich                              |
| 2000      | Frequency                                         |
| 2001      | The Lord of the Rings: The Fellowship of the Ring |
| 2002      | The Lord of the Rings: The Two Towers             |
| 2003      | The Lord of the Rings: The Return of the King     |
| 2004      | Spider-Man 2                                      |
| 2005      | Batman Begins                                     |
| 2006      | Superman Returns                                  |
| 2007      | Enchanted                                         |
| 2008      | The Curious Case of Benjamin Button               |
| 2009      | Watchmen                                          |
| 2010      | Alice in Wonderland                               |
| 2011      | Harry Potter en de Relieken van de Dood deel 2    |
| 2012      | Life of Pi                                        |
| 2013      | Her                                               |
| 2014      | The Hobbit: The Battle of the Five Armies         |
| 2015      | Cinderella                                        |
| 2016      | The Jungle Book                                   |
| 2017      | The Shape of Water                                |